# Cranford St Andrew
Cranford St Andrew – wieś w Anglii, w hrabstwie Northamptonshire, w dystrykcie (unitary authority) North Northamptonshire. Leży 24 km na północny wschód od miasta Northampton i 104 km na północ od Londynu.